# 卢维瑞宗
卢维瑞宗（法語：Louvie-Juzon，法語發音：[luvi ʒyzɔ̃]）是法国大西洋比利牛斯省的一个市镇，属于奥洛龙-圣玛丽区。

## 地理
卢维瑞宗（43°5'14"N, 0°25'6"W）面积55.65 平方千米，位于法国新阿基坦大区大西洋比利牛斯省，该省份为法国东南部省份，涵盖了贝阿恩与北巴斯克，西临大西洋比斯開灣，北至朗德省，东北接热尔省，东临上比利牛斯省，南与西班牙接壤。
与卢维瑞宗接壤的市镇（或旧市镇、城区）包括：阿吕迪、阿松、比耶勒、布鲁日-卡比斯-米法热、卡斯泰特、伊泽斯特、卢维苏比龙、利斯、圣科洛姆、塞维尼亚克-梅拉克、费里耶尔。

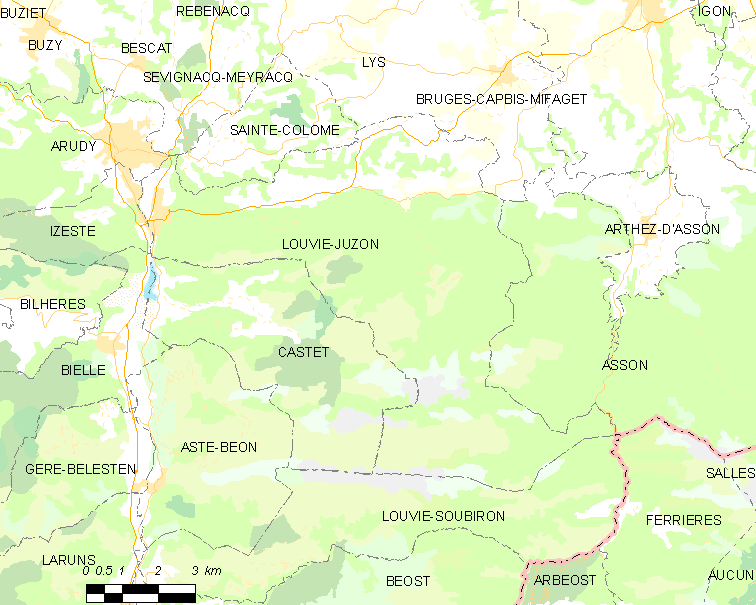
卢维瑞宗的OSM定位图

卢维瑞宗的时区为UTC+01:00、UTC+02:00（夏令时）。

## 行政
卢维瑞宗的邮政编码为64260，INSEE市镇编码为64353。

## 政治
卢维瑞宗所属的省级选区为奥洛龙-圣玛丽第二县。

## 人口

1962-2008年间卢维瑞宗人口变化图示

卢维瑞宗于2022年1月1日时的人口数量为1073人。